# Hamel und Nebenbäche
Hamel und Nebenbäche este o arie protejată (sit de importanță comunitară — SCI) din Germania întinsă pe o suprafață de 253,2 ha, integral pe uscat.

## Localizare
Centrul sitului Hamel und Nebenbäche este situat la coordonatele 52°08′28″N 9°27′31″E / 52.1411°N 9.4586°E.

## Înființare
Situl Hamel und Nebenbäche a fost declarat sit de importanță comunitară în ianuarie 2005 pentru a proteja 1 specie de animale.

## Biodiversitate
Situată în ecoregiunea continentală, aria protejată conține 4 habitate naturale: Cursuri de apă de la nivel de câmpie la nivel montan, cu vegetație Ranunculion fluitantis și Callitricho-Batrachion, Liziere de ierburi înalte hidrofile de câmpie și de nivel montan până la alpin, Fânețe de joasă altitudine (Alopecurus pratensis, Sanguisorba officinalis), Păduri aluvionare cu Alnus glutinosa și Fraxinus excelsior (Alno-Padion, Alnion incanae, Salicion albae).
La baza desemnării sitului se află o specie protejată de  pești: cicar (Lampetra planeri).